# Salvia sinica
Salvia sinica là một loài thực vật có hoa trong họ Hoa môi. Loài này được Migo miêu tả khoa học đầu tiên năm 1937.